# ویلا راکه‌له
ویلا راکه‌له (به ایتالیایی: Villa Rachele) یک منطقهٔ مسکونی در ایتالیا است که در چینسلو بالسامو در نزدیکی پارک شمالی در برسو و در نزدیکی سستو سان جووانی واقع شده‌است. ویلا راکه‌له ۱۵۴ متر بالاتر از سطح دریا واقع شده‌است.